# Leonhard Mamlock
Leonhard Mamlock (Berlim, 24 de março de 1878 – Norderney, 25 de agosto de 1923) foi um químico alemão.
Mamlock estudou ciências naturais e especificamente química na Universidade de Berlim, onde obteve um doutorado em 1901, com a tese Über alkylierte Hydroxylamine.
Mamlock trabalhou como químico na Vereinigten Chemischen Werken AG em Charlottenburg, Berlim, fundada em 1900.
Em 1900 descreveu com Richard Wolffenstein pela primeira vez a reação de Cope.
Foi um dos autores do artigo Chemische Atomistik na Encyklopädie der mathematischen Wissenschaften.
Leonhard Mamlock morreu no verão de 1923 em Norderney, em consequência de uma pneumonia.

## Obras
- Stereochemie: Die Lehre von der räumlichen Anordnung der Atome im Molekül- Leipzig 1907, Archive
- com Friedrich Willy Hinrichsen, Eduard Study: Chemische Atomistik. Encyklopädie der mathematischen Wissenschaften 1906